# Abbitte (Hölderlin)
Abbitte ist eine zweistrophige Ode von Friedrich Hölderlin in asklepiadeischem Versmaß, „eines der schönsten Liebesgedichte deutscher Sprache“. Sie gehört zu Hölderlins „epigrammatischen Oden“, der „Phase 2“ seiner Odendichtung.

## Überlieferung
Das Manuskript, das Hölderlin an seinen Freund Christian Ludwig Neuffer schickte, ist nicht erhalten. Neuffer veröffentlichte Abbitte im Taschenbuch für Frauenzimmer von Bildung, auf das Jahr 1799, unterschrieben nicht mit „Hölderlin“, sondern, wie mehrere epigrammatische Oden, mit „Hillmar“.
Hölderlin wird in diesem Artikel nach der historisch-kritischen Stuttgarter Ausgabe der Werke zitiert (siehe Literatur). Abbitte ist dort identisch mit dem Erstdruck, steht auch identisch in der historisch-kritischen Frankfurter Ausgabe und der „Leseausgabe“ von Michael Knaupp. Der Druck in der „Leseausgabe“ von Jochen Schmidt ist orthographisch „modernisiert“.

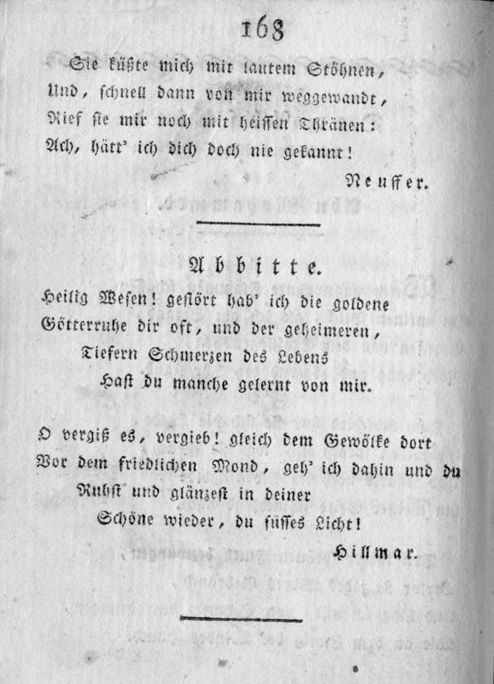
Erstdruck im Taschenbuch für Frauenzimmer von Bildung, auf das Jahr 1799

## Text
Abbitte.

Heilig Wesen! gestört hab’ ich die goldene

Götterruhe dir oft, und der geheimeren,

Tiefern Schmerzen des Lebens

Hast du manche gelernt von mir.

O vergiß es, vergieb! gleich dem Gewölke dort

Vor dem friedlichen Mond, geh’ ich dahin und du

Ruhst und glänzest in deiner

Schöne wieder, du süsses Licht!

## Interpretation
„Hölderlins Gedicht ‚Abbitte‘ ist so einfach und klar, daß es keiner Erläuterungen bedarf.“ Doch ist es mehrfach interpretiert worden, außer von Gerhard Schulz, dem Autor des Satzes, von Wolfgang Heise, David Constantine und Gabriele von Bassermann-Jordan.
In der Zeit der „epigrammatischen Oden“ schrieb Hölderlin auch seinen Roman Hyperion. Themen und Formulierungen des Romans findet man in den Gedichten wieder. Durch eine Gegenüberstellung hat man zusätzliches Verständnis gewonnen. „Heilig Wesen!“ redet das „Ich“ des Gedichts das „Du“ an; „O Diotima, Diotima, himmlisches Wesen!“ schreibt Hyperion im Roman an seinen Freund Bellarmin über seine Geliebte. Gerade wie das „Ich“ des Gedichts die „goldene Götterruhe“ des „Du“, so stört der Hyperion des Romans die göttliche Ruhe der Diotima des Romans. „<G>öttlich ruhig“ findet Hyperion sie vor, „das himmlische Gesicht noch voll des heitern Entzükens, worinn ich dich störte“. Das Gedicht spiegelt die Störung in der Sprachbewegung der zwei ersten Verse wider. Die syntaktisch zusammengehörende Wortfolge „gestört hab’ ich“ wird durch die Zäsur nach „gestört“ auseinandergerissen. Dasselbe geschieht der zusammengehörenden Wortfolge „goldene / Götterruhe“ durch das Enjambement. „Hier ist das Silbenmaß selbst ‚gestört‘.“
Während aber die Diotima des Romans durch die Begegnung ihre selige Selbstgenügsamkeit verliert, „verwelkt“ und schließlich stirbt, entwirft Abbitte eine untragische Lösung, ist „eine Palinodie, ein Anti-Hyperion hinsichtlich des Schicksals der Diotima“. Das Ich bittet um Vergebung und setzt dann zu einem Vergleich an, der sich bis zum Ende der zweiten Strophe erstreckt. Es sei ja nur wie vergängliches „Gewölke“, das weiterzieht oder sich auflöst; sie sei der beständig leuchtende Mond. „Wie ist diese Lösung zu bewerten?“ fragt Gabriele von Bassermann-Jordan. Die Antworten sind skeptisch. In „du / Ruhst“ und „deiner / Schöne“ reiße das Enjambement wieder eng Zusammengehörendes auseinander, „ein Indikator dafür <…>, daß die Störung der Schönheit des Du schon allzu tiefgreifend und daher irreparabel sein könnte“. Eine endgültige Lösung fehle. Das Du sei nicht der Mond. Es möge Eigenschaften besitzen, die, verabsolutiert, göttlich genannt werden und die Anrede „Heilig Wesen!“ rechtfertigen könnten. In Wirklichkeit sei das Du eine Frau, die vom lyrischen Ich „Schmerzen <…> gelernt“ habe. Sie jetzt zum Vergessen aufzufordern – „vergiß“ – sei edelmütig aber aussichtslos. Die metaphorische Selbstverkleinerung zum „Gewölke“ diene der Selbstentlastung. Nach der Bindung des als heilig in goldener Götterruhe distanzierten Wesens an den unruhigen Störenfried werde nicht gefragt. Das Du werde gar nicht erreicht. Die letzten Worte „du süßes Licht“ seien „ein Schluchzen der Vergeblichkeit“. Gerhard Schulz findet, positiver, im Gedicht überwinde der Dichter die Zeit, Demut verbinde sich darin mit einem eigentümlichen Triumph des künstlerischen Schöpfertums über den darin ausgedrückten Schmerz.